# Украјина на избору за Песму Евровизије 2022.
Украјина ће учествовати на Песми Евровизије 2022 у Торину, у Италији. Украјина у 2022. години бира свог представника кроз национални избор кроз нову верзију националног финала Видбир, који ће се одржати 12. фебруара 2022. године.

## Пре Евровизије иВидбир 2022.
Дана 30. августа 2021. објављено је да је УА:ПБЦ (јавни емитер Украјине) раскинуо своје партнерство са СТБ-ом (приватним емитером). 8. октобра 2021, емитер је најавио да ће самостално организовати национално финале за одабир украјинске пријаве за 2022. и затражио је предлоге од продукцијских компанија са роком до 24. октобра 2021. Изабрана компанија, Фриендс Про ТВ, објављена је 29. децембра 2021. 
Украјинско национално финале одржаће се у Кијеву 12. фебруара 2022. године, а домаћица ће бити Марија Ефросинина, док ће Тимур Мирошниченко бити домаћин у бекстејџу. 

### Формат
Одабир такмичарских пријава за национално финале одвијао се у три фазе. У првој фази, извођачи и композитори су имали прилику да се пријаве на конкурс путем онлајн обрасца. Двадесет седам извођача је уврштено у шири избор који је објављен 17. јануара 2022. Друга фаза је била аудиција на којој је учествовало укључиће двадесет седам извођача са дуге листе. Седам извођача који су прошли даље су објављени 24. јануара 2022. Трећа фаза је била и финална, која се одржала 12. фебруара 2022. и током које наступа осам извођача који се такмиче да представљају Украјину у Торину. Победник ће бити изабран комбинацијом телегласања и гласања стручног жирија у омеру 50:50.

### Учесници
Извођачи и композитори су имали прилику да пријаве своје радове између 14. децембра 2021. и 10. јануара 2022. године. На конкурс су могли да се пријаве само изођачи који нису наступали на концерту у Русији од 2014. године и ушли на територију Крима од почетка окупације од стране Русије. Селекциона комисија прегледала је 284 приспеле пријаве, а двадесет седам пријава које су ушле на дугу листу објављено је 17. јануара 2022.  Аудиције су касније одржане у месту Ми Дреам Спаце у Кијеву где је осам пријављених ушло у ужи избор за такмичење у националном финалу.  Дана 24. јануара 2022. објављено је осам одабраних конкурентских аката. Касније је УА:ПБЦ објавио да је Лауд дисквалификован са такмичења пошто је његова песма „Head Under Water” претходно објављена 2018. године, што је у супротности са правилима. Барлебен је заузео своје место у финалној постави са песмом „Hear My Words".
| - Алина Паш - Амарија - Анцја - Барлебен - Додобро - Романченко Виктор Дмитрович - Gorim! - Идао - Лауд - Лаура Марти - Мајкл Соул - Оједамола - Роксолана (Роксолана Сирота) - Шор - Шај (Карјагина Олександра Володимиривна) - Шиџакид - Софија Шанти - Сова - Викторија Ниро - Вика Јагјич - Велбој - Јулија Тимочко |

| Извођач(и)   | Песма                  | Језик                | Композитор(и)                                             |
| ------------ | ---------------------- | -------------------- | --------------------------------------------------------- |
| Алина Паш    | „Тіні забутих предків" | Украјински           |                                                           |
| Барлебен     | „Hear My Words"        | Енглески             | Андриј Барлебен, Кристина Хромјак                         |
|              | „All Be Alright"       | English              | Јуриј Каналош, Антон Панфилов, Михаило Шатокин            |
|              | „Стефанія"             | Ukrainian            |                                                           |
| Лауд         | „Head Under Water"     | Енглески             | Данијел Ботинг                                            |
| Мајкл Соул   | „Demons"               | Енглески             | Мајкл Соул, Влад Фреиман, Андреј Катиков, Илија Палијакоу |
| Our Atlantic | „Моя любов"            | Украјински           |                                                           |
| Роксолана    | „Girlzzzz"             | Енглески, украјински | Роксолана Сирота, Михаило Гејдеј                          |
| Велбој       | „Nozzy Bossy"          | Енглески, украјински |                                                           |

### Финале
| Р. бр.         | Извођач(и)       | Песма                  | Жири | Телегласање | Телегласање | Поени | Пласман |
| Р. бр.         | Извођач(и)       | Песма                  | Жири | Теле        | Теле поени  | Поени | Пласман |
| -------------- | ---------------- | ---------------------- | ---- | ----------- | ----------- | ----- | ------- |
| Прва половина  | Барлебен         | „Hear My Words"        |      |             |             |       |         |
| Прва половина  | „All Be Alright" |                        |      |             |             |       |         |
| Прва половина  | Мајкл Соул       | „Demons"               |      |             |             |       |         |
| Прва половина  | „Моя любов"      |                        |      |             |             |       |         |
| Друга половина | Алина Паш        | „Тіні забутих предків" |      |             |             |       |         |
| Друга половина | „Стефанія"       |                        |      |             |             |       |         |
| Друга половина | Роксолана        | „Girlzzzz"             |      |             |             |       |         |
| Друга половина | Велбој           | „Nozzy Bossy"          |      |             |             |       |         |